# Pabst Building
Pabst Building var Milwaukees första skyskrapa och högsta byggnaden tills Milwaukee stadshus färdigställdes fyra år senare, 1895. Byggnaden hade 14 våningar och var uppförd i nygotisk stil. 
Byggnaden revs och ersättes av The Faison Building 1981. Pabst Building är den näst högsta byggnaden som har blivit riven i Wisconsin.

## Historia
År 1890 köptes marken av Frederick Pabst, ägaren av Pabst Brewing Company, för att bygga huvudkontoret för hans bryggeriimperium. Platsen var startpunkten för staden Milwaukee, och därför skulle byggnaden bli stadens stolthet.
Han anlitade arkitekten Solon Spencer Beman för att rita byggnaden i nygotisk stil.

Byggnaden fullbordades 1891 och var 72 meter hög med 14 våningar och prydd med brunt tegel med terrakotta med en stor magnifik båge vid ingången. Huvudtornet var klätt med koppar och hade fyra stora urtavlor. Byggnaden blev snabbt Milwaukees stolthet vilket var Pabsts mål och blev ett populärt vykortsmotiv. 

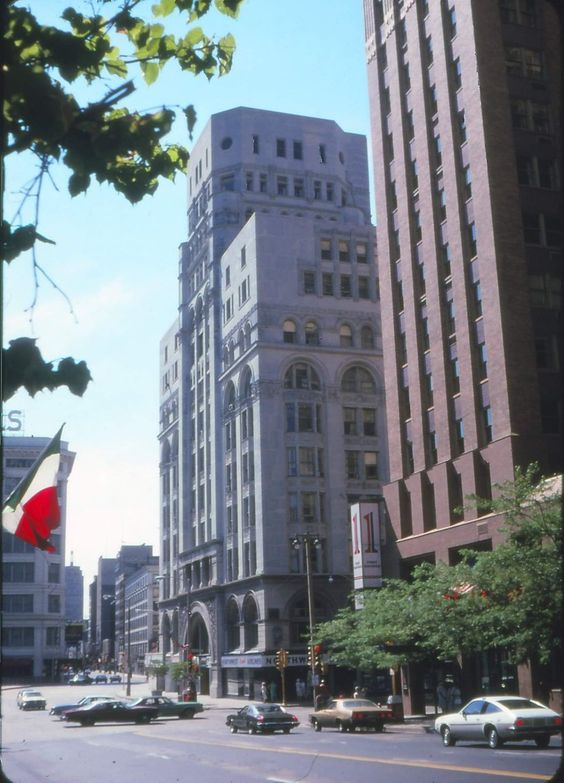
Pabst Building på 1970-talet.

År 1940 revs koppartornet på grund av rasrisk, och därför blev också taken borttagna, och renoverades om till fyrkantiga.